# Grzywna (województwo kujawsko-pomorskie)
Grzywna (niem. Sternberg lub Grzywno) – wieś w Polsce położona w województwie kujawsko-pomorskim, w powiecie toruńskim, w gminie Chełmża.
Przez miejscowość przebiega droga wojewódzka nr 589. W południowych granicach wsi przepływa rzeka Fryba.
| SIMC    | Nazwa              | Rodzaj    |
| ------- | ------------------ | --------- |
| 0841917 | Cegielnia          | część wsi |
| 0841923 | Domena             | część wsi |
| 0841900 | Grzywna Biskupia   | część wsi |
| 0841946 | Grzywna Szlachecka | część wsi |
| 0841930 | Mała Grzywna       | część wsi |

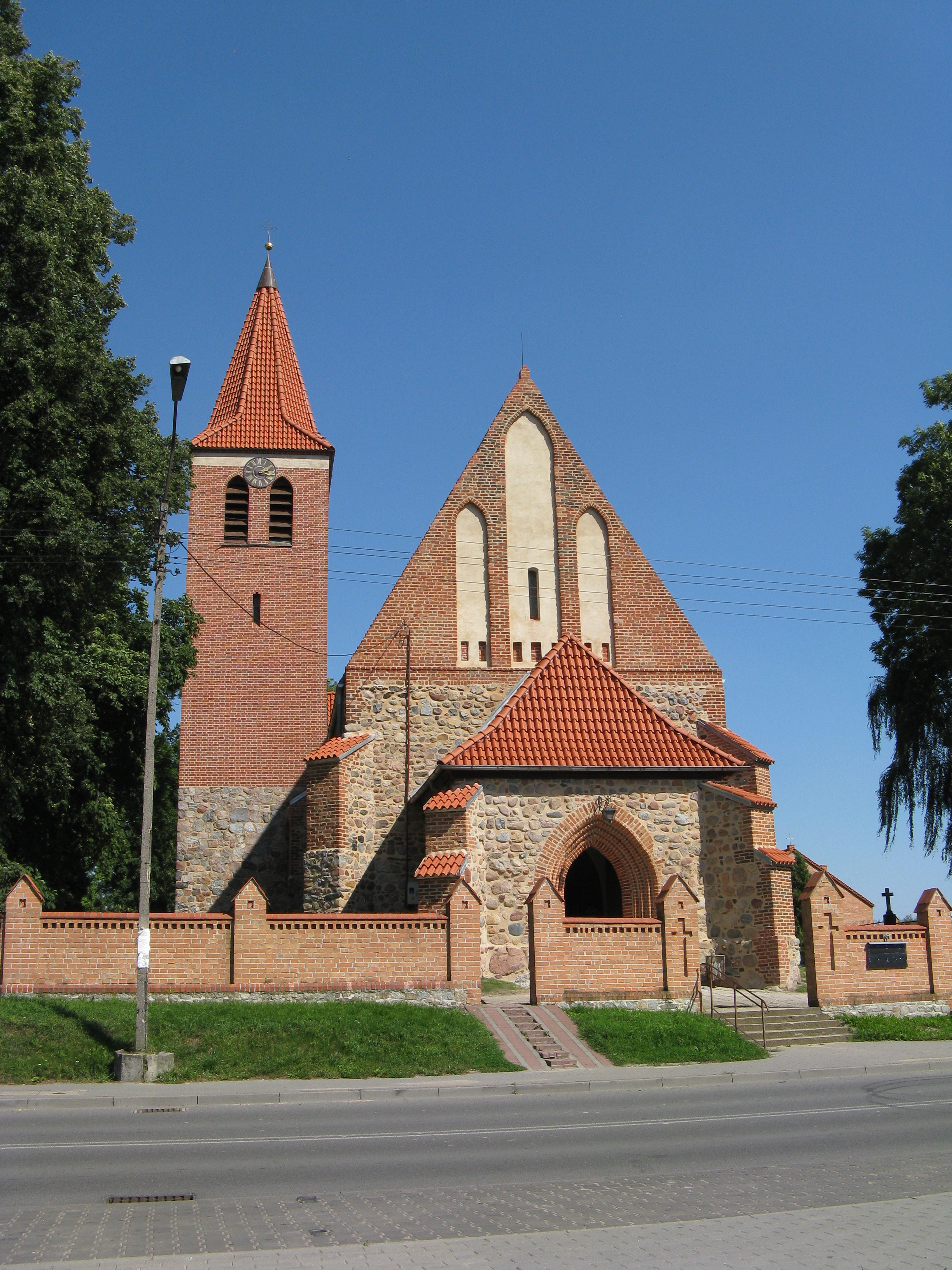
Kościół pw. św. Katarzyny Aleksandryjskiej

W latach 1954–1961 wieś należała i była siedzibą władz gromady Grzywna, po jej zniesieniu w gromadzie Chełmża. W latach 1975–1998 miejscowość administracyjnie należała do województwa toruńskiego. Według Narodowego Spisu Powszechnego (III 2011 r.) liczyła 1131 mieszkańców. Jest największą miejscowością gminy Chełmża.

## Obiekty zabytkowe
- Kościół św. Katarzyny Aleksandryjskiej w Grzywnie